# Net Nanny
Net Nanny é um software de controle de conteúdo para World Wide Web, desenvolvido pela ContentWatch, Inc. para Microsoft Windows e Mac OS X.